# Mola di Bari
Mola di Bari é uma comuna italiana da região da Puglia, província de Bari, com cerca de 24.519 habitantes. Estende-se por uma área de 50 km², tendo uma densidade populacional de 490 hab/km². Faz fronteira com Bari, Conversano, Noicattaro, Polignano a Mare, Rutigliano.

## Demografia
| Variação demográfica do município entre 1861 e 2011                               |
|                                                                                   |
| Fonte: Istituto Nazionale di Statistica (ISTAT) - Elaboração gráfica da Wikipedia |

## Cidades-irmãs
- Tivat, Montenegro (1969)
- Pedrajas de San Esteban, Espanha (2012)
- Bomporto, Itália (2013)